# Orthostigma breviradiale
Orthostigma breviradiale är en stekelart som beskrevs av Konigsmann 1969. Orthostigma breviradiale ingår i släktet Orthostigma och familjen bracksteklar. Inga underarter finns listade i Catalogue of Life.